# 파투아칼리구

방글라데시 파투아칼리구

파투아칼리구(벵골어: পটুয়াখালী জেলা)는 방글라데시 중남부에 위치한 구로 행정 중심지는 바리살주이며 면적은 1,032km, 인구는 1,032명(2011년 기준)이다. 이 지역은 쿠아카타 해변의 주요 입구이다.

## 지리학
벵골만과 인접해 있다. 면적은 3220.15km2이다.
파투아칼리 시는 삼면이 강으로 둘러싸여 있다. 두 개의 주요 강은 라우카티강과 로할리아강으로 벵골만과 직접 연결된다. 이 도시에는 전국의 교통과 개인 여행에 사용되는 내륙 공항이 있다.
그 지역에는 다양한 부족들이 살고 있다.

## 경제
농업은 대부분의 사람들의 직업이다. 어업 또한 이 지역의 중요한 직업이다. 수천 척의 배들이 깊은 바다로 낚시를 하러 갔다가 수많은 물고기들과 함께 돌아온다. 논, 황마, 그리고 다른 종류의 채소들이 농업 부문의 주요 생산품이다. 주요 소득원은 농업 57.05%, 비농업 노동자 5.37%, 산업 1.03%, 상업 13.79%, 운수통신 2.04%, 서비스 9.22%, 건설 2.13%, 종교 서비스 0.26%, 임대료 및 송금 0.40%, 기타 8.71%이다.

## 인구
2011년 방글라데시 인구 조사에 따르면 이 지역의 인구는 1,535,854명이며, 이 중 753,441명은 남성이고 782,413명은 여성이다. 농촌 인구는 133만 3,972명(86.86%)인 반면 도시 인구는 201만 1,882명(13.14%)이었다. 문맹률은 남성 56.2%, 여성 52.0%로 7년 이상은 54.1%이다.

## 같이 보기
- 방글라데시의 구